# Vierschansentoernooi 2018
Het Vierschansentoernooi 2018 was de 66e editie van het schansspringtoernooi dat traditioneel rond de jaarwisseling wordt georganiseerd. Het toernooi ging van start op 29 december 2017 met de kwalificatie in Oberstdorf en eindigde op 6 januari 2018 met de afsluitende wedstrijd in Bischofshofen. De schansspringer die over de vier wedstrijden de meeste punten heeft verzameld, is de winnaar van het Vierschansentoernooi. Alle wedstrijden tellen ook mee voor de individuele wereldbeker.
Het toernooi werd, net als vorig jaar, gewonnen door de Pool Kamil Stoch. Stoch werd, na Sven Hannawald in 2002, de tweede schansspringer die alle vier de wedstrijden wist te winnen.

## Programma
| Datum      | Tijd  | Plaats                 | Schans                              | Schansrecord | Detail       |
| ---------- | ----- | ---------------------- | ----------------------------------- | ------------ | ------------ |
| 29-12-2016 | 16:45 | Oberstdorf             | Schattenbergschanze (HS 137)        | 143,5 m      | Kwalificatie |
| 30-12-2016 | 16:45 | Oberstdorf             | Schattenbergschanze (HS 137)        | 143,5 m      | Wedstrijd    |
| 31-12-2016 | 14:00 | Garmisch-Partenkirchen | Große Olympiaschanze (HS 140)       | 143,5 m      | Kwalificatie |
| 01-01-2017 | 14:00 | Garmisch-Partenkirchen | Große Olympiaschanze (HS 140)       | 143,5 m      | Wedstrijd    |
| 03-01-2017 | 14:00 | Innsbruck              | Bergisel-Schanze (HS 130)           | 136 m        | Kwalificatie |
| 04-01-2017 | 14:00 | Innsbruck              | Bergisel-Schanze (HS 130)           | 136 m        | Wedstrijd    |
| 05-01-2017 | 17:00 | Bischofshofen          | Paul-Ausserleitner-Schanze (HS 140) | 143 m        | Kwalificatie |
| 06-01-2017 | 17:00 | Bischofshofen          | Paul-Ausserleitner-Schanze (HS 140) | 143 m        | Wedstrijd    |

## Resultaten

### Oberstdorf
| Uitslag | Uitslag              | Uitslag | Uitslag           | Uitslag | Uitslag |
| #       | Naam                 | Land    | Sprongen          | Punten  |         |
| ------- | -------------------- | ------- | ----------------- | ------- | ------- |
| 1       | Kamil Stoch          | POL     | 126,0 m – 137,0 m | 279,7   |         |
| 2       | Richard Freitag      | GER     | 128,5 m – 127,0 m | 275,5   |         |
| 3       | Dawid Kubacki        | POL     | 126,5 m – 129,0 m | 270,1   |         |
| 4       | Stefan Kraft         | AUT     | 132,0 m – 119,0 m | 262,8   |         |
| 5       | Stefan Hula          | POL     | 123,0 m – 120,5 m | 259,2   |         |
| 6       | Junshiro Kobayashi   | JPN     | 126,5 m – 123,0 m | 257,1   |         |
| 7       | Anders Fannemel      | NOR     | 129,0 m – 124,5 m | 255,3   |         |
| 7       | Johann André Forfang | NOR     | 114,5 m – 126,5 m | 255,3   |         |
| 9       | Markus Eisenbichler  | GER     | 128,5 m – 117,5 m | 255,1   |         |
| 10      | Andreas Wellinger    | GER     | 115,0 m – 123,0 m | 254,0   |         |

| Klassement | Klassement           | Klassement | Klassement |
| #          | Naam                 | Land       | Punten     |
| ---------- | -------------------- | ---------- | ---------- |
| 1          | Kamil Stoch          | POL        | 279,7      |
| 2          | Richard Freitag      | GER        | 275,5      |
| 3          | Dawid Kubacki        | POL        | 270,1      |
| 4          | Stefan Kraft         | AUT        | 262,8      |
| 5          | Stefan Hula          | POL        | 259,2      |
| 6          | Junshiro Kobayashi   | JPN        | 257,1      |
| 7          | Anders Fannemel      | NOR        | 255,3      |
| 7          | Johann André Forfang | NOR        | 255,3      |
| 9          | Markus Eisenbichler  | GER        | 255,1      |
| 10         | Andreas Wellinger    | GER        | 254,0      |

### Garmisch-Partenkirchen
| Uitslag | Uitslag              | Uitslag | Uitslag           | Uitslag | Uitslag |
| #       | Naam                 | Land    | Sprongen          | Punten  |         |
| ------- | -------------------- | ------- | ----------------- | ------- | ------- |
| 1       | Kamil Stoch          | POL     | 135,5 m – 139,5 m | 283,4   |         |
| 2       | Richard Freitag      | GER     | 132,0 m – 137,0 m | 275,8   |         |
| 3       | Anders Fannemel      | NOR     | 132,5 m – 136,5 m | 270,2   |         |
| 4       | Junshiro Kobayashi   | JPN     | 137,0 m – 131,5 m | 269,2   |         |
| 5       | Tilen Bartol         | SLO     | 136,0 m – 133,5 m | 268,9   |         |
| 6       | Andreas Stjernen     | NOR     | 132,0 m – 137,5 m | 268,7   |         |
| 7       | Karl Geiger          | GER     | 136,0 m – 133,5 m | 268,2   |         |
| 8       | Peter Prevc          | SLO     | 129,0 m – 138,0 m | 266,9   |         |
| 9       | Johann André Forfang | NOR     | 124,0 m – 138,5 m | 263,4   |         |
| 10      | Stephan Leyhe        | GER     | 130,5 m – 137,5 m | 263,3   |         |

| Klassement | Klassement           | Klassement | Klassement |
| #          | Naam                 | Land       | Punten     |
| ---------- | -------------------- | ---------- | ---------- |
| 1          | Kamil Stoch          | POL        | 563,1      |
| 2          | Richard Freitag      | GER        | 551,3      |
| 3          | Dawid Kubacki        | POL        | 530,8      |
| 4          | Junshiro Kobayashi   | JPN        | 526,3      |
| 5          | Anders Fannemel      | NOR        | 525,5      |
| 6          | Johann André Forfang | NOR        | 518,7      |
| 7          | Andreas Wellinger    | GER        | 515,2      |
| 8          | Markus Eisenbichler  | GER        | 513,2      |
| 9          | Tilen Bartol         | SLO        | 510,6      |
| 10         | Karl Geiger          | GER        | 509,3      |

### Innsbruck
| Uitslag | Uitslag             | Uitslag | Uitslag           | Uitslag | Uitslag |
| #       | Naam                | Land    | Sprongen          | Punten  |         |
| ------- | ------------------- | ------- | ----------------- | ------- | ------- |
| 1       | Kamil Stoch         | POL     | 130,0 m – 128,5 m | 270,1   |         |
| 2       | Daniel-André Tande  | NOR     | 129,5 m – 125,0 m | 255,6   |         |
| 3       | Andreas Wellinger   | GER     | 133,0 m – 126,0 m | 253,5   |         |
| 4       | Andreas Stjernen    | NOR     | 125,0 m – 127,0 m | 241,1   |         |
| 5       | Jernej Damjan       | SLO     | 127,0 m – 120,0 m | 239,9   |         |
| 6       | Junshiro Kobayashi  | JPN     | 123,0 m – 121,5 m | 239,4   |         |
| 7       | Robert Johansson    | NOR     | 124,5 m – 123,0 m | 237,3   |         |
| 8       | Markus Eisenbichler | GER     | 128,5 m – 117,0 m | 236,1   |         |
| 9       | Stephan Leyhe       | GER     | 123,5 m – 119,0 m | 235,1   |         |
| 10      | Michael Hayböck     | AUT     | 123,5 m – 122,5 m | 234,7   |         |

| Klassement | Klassement          | Klassement | Klassement |
| #          | Naam                | Land       | Punten     |
| ---------- | ------------------- | ---------- | ---------- |
| 1          | Kamil Stoch         | POL        | 833,2      |
| 2          | Andreas Wellinger   | GER        | 768,7      |
| 3          | Junshiro Kobayashi  | JPN        | 765,7      |
| 4          | Daniel-André Tande  | NOR        | 749,7      |
| 4          | Dawid Kubacki       | POL        | 749,7      |
| 6          | Markus Eisenbichler | GER        | 749,3      |
| 7          | Anders Fannemel     | GER        | 748,9      |
| 8          | Jernej Damjan       | SLO        | 744,2      |
| 9          | Robert Johansson    | NOR        | 741,2      |
| 10         | Karl Geiger         | GER        | 739,9      |

### Bischofshofen
| Uitslag | Uitslag             | Uitslag | Uitslag           | Uitslag | Uitslag |
| #       | Naam                | Land    | Sprongen          | Punten  |         |
| ------- | ------------------- | ------- | ----------------- | ------- | ------- |
| 1       | Kamil Stoch         | POL     | 132,5 m – 137,0 m | 275,6   |         |
| 2       | Anders Fannemel     | NOR     | 130,0 m – 139,0 m | 272,4   |         |
| 3       | Andreas Wellinger   | GER     | 129,0 m – 139,5 m | 270,5   |         |
| 4       | Stefan Kraft        | AUT     | 130,5 m – 135,5 m | 268,6   |         |
| 5       | Robert Johansson    | NOR     | 127,0 m – 140,0 m | 268,2   |         |
| 6       | Andreas Stjernen    | NOR     | 129,5 m – 138,5 m | 267,2   |         |
| 7       | Junshiro Kobayashi  | JPN     | 126,5 m – 134,5 m | 255,4   |         |
| 8       | Peter Prevc         | SLO     | 127,5 m – 131,5 m | 253,8   |         |
| 9       | Dawid Kubacki       | POL     | 132,0 m – 127,5 m | 253,3   |         |
| 10      | Markus Eisenbichler | GER     | 126,5 m – 129,0 m | 244,5   |         |

| Klassement | Klassement           | Klassement | Klassement |
| #          | Naam                 | Land       | Punten     |
| ---------- | -------------------- | ---------- | ---------- |
| 1          | Kamil Stoch          | POL        | 1108,8     |
| 2          | Andreas Wellinger    | GER        | 1039,2     |
| 3          | Anders Fannemel      | NOR        | 1021,3     |
| 4          | Junshiro Kobayashi   | JPN        | 1021,1     |
| 5          | Robert Johansson     | NOR        | 1009,4     |
| 6          | Dawid Kubacki        | POL        | 1003,0     |
| 7          | Markus Eisenbichler  | GER        | 993,8      |
| 8          | Daniel-André Tande   | NOR        | 992,3      |
| 9          | Johann André Forfang | NOR        | 977,4      |
| 10         | Jernej Damjan        | SLO        | 974,1      |